# РИА Днестр
Региональное информационное агентство «Днестр» (DNIESTER) — неправительственное информационное агентство, освещавшее процессы и тенденции в юго-западном регионе бывшего СССР.

## История
13 июля 2009 в Тирасполе был запущен информационно-аналитический Интернет-портал, основной целью которого являлся анализ общественно-политической ситуации в Молдавии, Приднестровье, Украине. Агентство также осуществляло постоянный мониторинг медиа Румынии и других стран ЕС, публикующих материалы о данном регионе.
Весной 2012 г. редакция агентства была вынуждена покинуть Приднестровье. Главный редактор портала обвинил власти Приднестровья в блокировании свободного доступа к информации. Сайт агентства подвергался DDOS-атакам.
По требованию властей 8 ноября 2012 г. провайдер Приднестровья заблокировал доступ к сайту агентства.
В мае 2013 г. руководство Приднестровья предложило заблокированному агентству пройти регистрацию.
Ситуация с блокированием доступа к сайту агентства оказалась в центре внимания экспертов Центра независимой журналистики Молдовы. О цензуре портала говорилось в тексте Доклада «О ситуации в СМИ Республики Молдова». Агентство фигурирует в материалах Доклада неправительственной организации Freedom House, посвященного свободе слова и СМИ в Молдавии, опубликованного в 2015 году.
На портале публиковались мнения известных региональных политиков и политических экспертов, в том числе Михаил Лупашко, Иван Бургуджи, Андрей Сафонов, Оазу Нантой, Владимир Цеслюк, Сергей Ильченко, Егор Холмогоров, Юрий Агещев, Виталий Журавлев, Модест Колеров, Алексей Мартынов, Константин Крылов, Павел Данилин, и др.
Особой темой для информагентства являлась судьба русскоязычного населения Молдавии и Причерноморья, а также политические процессы в регионе.